# Борисов, Юрий Олегович
Юрий Олегович Бори́сов (2 апреля 1956 г., Киев — 16 ноября 2007 г., Москва) — советский и российский режиссёр театра и кино, сценарист.

## Биография
Родился 2 апреля 1956 года в Киеве в семье актёра Олега Борисова и Аллы Романовны Борисовой, главного редактора телевизионного объединения на «Ленфильме»
Окончил факультет музыкальной режиссуры ЛГК имени Н. А. Римского-Корсакова. Как вспоминал Борисов, его туда позвал преподававший в консерватории актёрское мастерство друг отца Владислав Стржельчик.
По приглашению Бориса Покровского переехал в Москву, там он устроился в Камерный музыкальный театр, где работал последующие десять лет, поставив множество музыкальных спектаклей, в их числе оперы «Игра на воде» Бенджамина Бриттена, «Бедная Лиза» Леонида Десятникова, «Дневник сумасшедшего» Владимира Кобекина, «Военные письма» и «Альбомчик» Валерия Гаврилина, «Метаморфозы» Овидия на музыку Георга Генделя, Иоганна Баха, Вольфганга Моцарта, сценическую композицию «DSCH-играем Шостаковича» и другие.
В Московском академическом театре оперетты (ныне театр «Московская оперетта») Юрий Борисов осуществил первую постановку музыкальной феерии «Клоп» Д. Д. Шостаковича, в Российском фонде культуры — оперу «Мавра» И. Ф. Стравинского, кантикла «Авраам и Исаак» Б. Бриттена.
После этого, как вспоминал Юрий Борисов, «нас с отцом… схлестнуло желание работать вместе. Сначала это был его бенефис на телевидении — „Лебединая песня“, его несыгранные драматические роли: Хлестакова, Чичикова, Гамлета (сцены). Дальше два наших спектакля — „Пиковая дама“ и „Человек в футляре“: мы создали свою антрепризу. И закончилось всё совместным фильмом „Мне скучно, бес“. Это — 1994-й год. После этого его не стало».
После работы в «Антрепризе Олега Борисова» Юрий Борисов поставил телевизионный фильм-спектакль «Репетиция Пушкина» (с участием Евгения Миронова и Оксаны Мироновой, Студия архивных и фондовых программ телеканала «Культура», 2001), видеоклип «Шаги на снегу» для японского телевидения (Святослав Рихтер исполняет прелюдию Дебюсси, 2000), документально-игровой фильм «Пришельцам новым», посвящённый отцу (1999, с участием Евгения Миронова), телевизионный документальный фильм «Плетнёв» о выдающемся пианисте и дирижёре (2007, премьера состоялась в музее-квартире С. С. Прокофьева).
Составил и подготовил тексты книг, посвящённых отцу, — «Без знаков препинания» (1999) и «Иное измерение» (2004). Автор книги «По направлению к Рихтеру» (2003) о пианисте С. Т. Рихтере, с которым был близко знаком.
Печатался в журнале «Наше наследие», сборниках «Вспоминая Рихтера» и «Среда обитания». Является автором сценариев, эссе, статей о музыке и театре.
В 2003—2004 годах участвовал в передачах радиостанции «Говорит Москва» («Беседы с Юрием Борисовым»), посвящённых выдающимся музыкантам и артистам.
По его либретто (в основе — сказка Х. К. Андерсена) была поставлена опера «Девочка, наступившая на хлеб» В. Н. Копытько (режиссёр Д. Рождественский, «Лентелефильм»).
В 2006 году в Государственном академическом Большом театре Республики Беларусь (Минск) состоялась премьера ещё одной оперы по его либретто (в основе — рассказ А. Чехова) — «Его жёны» В. Н. Копытько.
В сезоне 2005/2006 Юрий Борисов дебютировал в Большом театре в качестве режиссёра балета «Золушка» С. Прокофьева.
Умер от инфаркта 16 ноября 2007 года в Москве на 52-м году жизни. Похоронен в Москве на Новодевичьем кладбище (участок № 10) рядом с отцом Олегом Борисовым.

## Фильмография
Режиссёр и сценарист — «Мне скучно, бес» (1993).